# Cervonîi Jovten, Stanîcino-Luhanske
Cervonîi Jovten (în ucraineană Червоний Жовтень) este localitatea de reședință a comunei Cervonîi Jovten din raionul Stanîcino-Luhanske, regiunea Luhansk, Ucraina.

## Demografie
Componența lingvistică a localității Cervonîi Jovten
     Rusă (87,13%)
     Ucraineană (12,87%)
Conform recensământului din 2001, majoritatea populației localității Cervonîi Jovten era vorbitoare de rusă (87,13%), existând în minoritate și vorbitori de ucraineană (12,87%).